# Cimetière de la Mission San Fernando
Le cimetière de la Mission San Fernando est un cimetière catholique situé dans le quartier de Mission Hills dans la vallée de San Fernando à Los Angeles. La propriété jouxte le lycée catholique Bishop Alemany.
Le cimetière de la mission San Fernando appartient et est exploité par l'archidiocèse de Los Angeles depuis la fondation de la mission et les premiers enterrements en 1797. La morgue catholique privée de Mission Hills est également située sur le terrain du cimetière. Le cimetière de la mission San Fernando est un cimetière offrant des cérémonies d'inhumation, de mise au tombeau et de crémation aux membres de la foi catholique et à leurs familles.

## Personnages notables

### A
- Philip Abbott (1924-1998), acteur
- Edward Arnold (1890-1956), acteur
- Michele Yvette Avila (1968-1985), victime de meurtre

### B
- Charles Beaumont (1929-1967), auteur et scénariste
- Scotty Beckett (1929-1968), acteur
- Ed Begley (1901-1970), acteur
- William Bendix (1906-1964), acteur
- Larry J. Blake (1914-1982), acteur
- Loretta Blake (1898-1981) actrice
- Walter Brennan (1894-1974), acteur
- Evelyn Brent (1899-1975), actrice
- George Burditt (1923-2013), réalisateur de télévision

### C
- Candy Candido (1913-1999), acteur et artiste voix off
- Bobby Chacon (1951-2016), boxeur
- Jerry Colonna (1904-1986), acteur et comédien
- Betty Compson (1897-1974), actrice
- Chuck Connors (1921-1992), acteur
- Carmine (1910-1991) et Italia Coppola (1912-2004), parents du cinéaste Francis Ford Coppola.
- Henry Corden (1920-2005), acteur et artiste voix off
- Joseph Créhan (1883-1966), acteur

### D
- Lee de Forest (1873-1961), physicien et ingénieur électricien, inventeur de la triode
- Roy Del Ruth (1893-1961), réalisateur
- Carmen Dragon (1914-1984), compositeur et chef d'orchestre, père de Daryl Dragon
- Tom Dugan (1889-1955), acteur
- Allan Dwan (1885-1981), réalisateur, producteur, scénariste

### F
- Frank Faylen (1905-1985), acteur
- Dick Foran (1910-1979), acteur
- Harry Fox (1882-1959), star de la scène et du cinéma, inventeur de la danse « Fox-Trot »
- William Frawley (1887-1966), acteur

### G
- Anita Garvin (1907-1994), actrice
- Bert Glennon (1893-1967), directeur de la photographie
- George Gobel (1919-1991), acteur et comédien
- Peter Graves (1926-2010), acteur

### H
- William Haade (1903-1966), acteur
- Ray Heindorf (1908-1980), compositeur
- Pat Hogan (1920-1966), acteur
- Bob Hope (1903-2003), acteur et comédien[1]
- Dolores Hope (1909-2011), chanteuse et épouse de Bob Hope[1]
- Carol Hughes (1910-1995), actrice, épouse de Frank Faylen

### J
- Alice Joyce (1890-1955), actrice

### K
- Bob Kelley (1917-1966), animateur sportif
- Dorothea Kent (1916-1990), actrice
- Peggy Knudsen (1923-1980), actrice

### L
- Rosemary LaPlanche (1923-1979), actrice
- Charles Lamont (1895-1993), réalisateur
- Winnie Lightner (1899-1971), actrice, comédienne et chanteuse
- Richard Loo (1903-1983), acteur
- Edmund Lowe (1892-1971), acteur
- Ken Lynch (1910-1990), acteur

### M
- Michael Maltese (1908-1981), scénariste d'animation
- Robert L. Manahan (1956-2000), acteur
- Adèle Mara (1923-2010), actrice
- June Marlowe (1903-1984), actrice (lieu de sépulture d'origine ; les restes ont ensuite été transférés à la cathédrale Notre-Dame des Anges )
- Bob May (1939-2009), acteur et cascadeur
- Frank Milano (1891-1970), gangster
- Kathryn Minner (1892-1969), actrice
- Lee Moran (1888-1961), acteur

### N
- Clarence Nash (1904-1985), artiste voix off
- Bob Newhart (1929-2024), acteur
- Fred Niblo Jr. (1903-1973), scénariste, fils de Fred Niblo
- Thomas Noonan (1921-1968), acteur et comédien
- Eva Novak (1898-1988), actrice, sœur de Jane Novak
- Jane Novak (1896-1990), actrice, sœur d'Eva Novak
- Jay Novello (1904-1982), acteur

### O
- Henry O'Neill (1891-1961), acteur
- Ernie Orsatti (1902-1968), joueur de baseball des ligues majeures
- Artie Ortego (1890-1960), acteur

### P
- William H. Parker (1905-1966), chef de la police de Los Angeles
- William Perkins (1947-1967), Caporal, récipiendaire de la médaille d'honneur de l'USMC
- Paul Picerni (1922-2011), acteur

### Q
- Eddie Quillan (1907-1990), acteur
- Bill Quinn (1912-1994), acteur

### R
- Jobyna Ralston (1900-1967), actrice[1]
- Ted Fio Rito (1900-1971), musicien
- Estelita Rodriguez (1928-1966), actrice

### S
- Teddy Sampson (1895-1970), actrice
- Olga San Juan (1927-2009), actrice
- Trinidad Silva (1950-1988), acteur
- Penny Singleton (1908-2003), actrice et première femme présidente d'un syndicat AFL-CIO

### T
- Gloria Talbott (1931-2000), actrice
- Felipe Turich (1898-1992), acteur, époux de Rosa Turich
- Rosa Turich (1903-1998), actrice, épouse de Felipe Turich

### V
- Ritchie Valens (1941-1959), chanteur

### W
- James Westerfield (1913-1971), acteur
- Michael Whalen (1902-1974), acteur
- Frank Wilcox (1907-1974), acteur
- Jane Wyatt (1910-2006), actrice

## Voir également
- Histoire de la Californie